# Pia Beckbrug
De Pia Beckbrug (brugnummer 1868) is een vaste brug in Amsterdam-Slotervaart in Amsterdam Nieuw-West.
De brug werd aangelegd ter ontsluiting van een wijk, waarvan de namen vernoemd zijn naar jazzmusici als Louis Armstrong, Duke Ellington en Count Basie. De brug werd eind jaren tachtig/begin jaren negentig aangelegd. Zij ligt in de Louis Armstrongstraat, overspant een naamloze ringvaart om de wijk en leidt naar de Sloterweg. In de 21e eeuw is het de enige brug met volledige verkeersfunctie naar de wijk. Onder de brug is geen doorvaart mogelijk. 
De brug ging tot januari 2017 naamloos door het leven. In een actie van de gemeente Amsterdam om naamloze bruggen alsnog van een naam te voorzien kon de bevolking voorstellen indienen, waarbij als voorwaarden werd gesteld dat de naamstelling iets met de brug of buurt te maken had. De nieuwe naam van dit bouwwerk, vernoemd naar jazzpianiste Pia Beck, werd in januari 2017 bekendgemaakt. Op dezelfde datum kreeg de wijk ook de Rita Reysbrug (1866) en Bessie Smithbrug (1867).
<<< · 1800 · 1801 · 1802 · 1803 · 1804 · 1805 · 1806 · 1807 · 1808 · 1809 ·  1810 · 1811 · 1812 · 1813 · 1814 · 1815 · 1816 · 1818 · 1819 · 1820 · 1821 · 1822 · 1823 · 1824 · 1826 · 1827 · 1828 · 1829 · 1830 · 1831 · 1832 · 1833 · 1834 · 1835 · 1836 · 1837 · 1838 · 1839 · 1840 · 1841 · 1842 · 1843 · 1844 · 1845 · 1846 · 1847 · 1848 · 1849 · 1850 · 1851 · 1852 · 1853 · 1854 · 1855 · 1856 · 1857 · 1858 · 1859 · 1860 · 1861 · 1862 · 1863 · 1864 · 1865 · 1866 · 1867 · 1868 · 1869 ·  1870 · 1871 · 1872 · 1873 · 1874 · 1875 · 1876 · 1877 · 1879 ·  1880 · 1881 · 1882 · 1883 · 1884 · 1885 · 1886 · 1888 · 1889 · 1890 · 1891 · 1892 · 1893 · 1894 · 1895 · 1896 · 1897 · 1898 · 1899 · >>>
Brugnummers 1817, Brug 1819, 1820, 1825, 1878, 1887  zijn niet (meer) vergeven.